# Pedro Roberto Silva Botelho
Pedro Roberto da Silva Botelho (nascut el 14 de desembre de 1989 a Salvador) és un futbolista brasiler.